# Золоте (Половинський округ)
Золоте́ (рос. Золотое) — присілок у складі Половинського округу Курганської області, Росія.
Населення — 51 особа (2010, 90 у 2002).
Національний склад станом на 2002 рік:
- росіяни — 98 %